# Hoff
Hoff är en by (hamlet) och en civil parish i Cumbria i nordvästra England. Orten har 189 invånare (2001).